# Носа-Сеньора-ди-Фатима (Энтронкаменту)
Носа-Сеньора-ди-Фа́тима (порт. Nossa Senhora de Fátima) — район (фрегезия) в Португалии, входит в округ Сантарен. Является составной частью муниципалитета Энтронкаменту. По старому административному делению входил в провинцию Рибатежу. Входит в экономико-статистический субрегион Медиу-Тежу, который входит в Центральный регион.